# Vajta
Vajta is een plaats (község) en gemeente in het Hongaarse comitaat Fejér. Vajta telt 963 inwoners (2001).